# Aksu (Tarim)
Der Aksu (chinesisch 阿克苏河, Pinyin Ākèsū Hé) ist einer der Quellflüsse des Tarim im Uigurischen Autonomen Gebiet Xinjiang der Volksrepublik China.
Der Aksu entsteht am Zusammenfluss von Kumarik und Toxkan etwa 10 km westlich der auf 1270 m Höhe gelegenen Großstadt Aksu. Er fließt in südsüdöstlicher Richtung durch das abflusslose Tarimbecken und trifft nach etwa 120 km auf den wesentlich wasserärmeren Yarkant, mit welchem sich der Aksu zum Tarim vereinigt. Das Einzugsgebiet des Aksu beträgt 31.982 km². Der mittlere Abfluss liegt bei 249 m³/s. Der Aksu liefert 70–80 % der Wassermenge des Tarim.